# Уотсонвилл
Уотсонвилл (англ. Watsonville) — город в округе Санта-Крус, штат Калифорния, расположенный в районе залива Монтерей на Центральном побережье Калифорнии. По данным переписи 2020 года, население составляло 52 590 человек. Преимущественно латиноамериканский и демократический, Уотсонвилл является самопровозглашенным городом-убежищем .

## История
Земля Уотсонвилля была впервые заселена индейским племенем Олони. Это племя поселилось вдоль дюн Паяро, так как земля была плодородной и полезной для выращивания растений и животных.
В 1769 году с юга прибыла экспедиция Портола, солдаты описали большую птицу, которую они видели возле большой реки. Эта история сохранилась в названии реки Рио-дель-Паджаро (Река Птицы).
Экспедиция Портолы продолжила свой путь на север, разбив лагерь на одном из озер к северу от города на пять ночей 10-14 октября 1769 года. Многие солдаты экспедиции страдали от цинги, поэтому продвижение было медленным. Пока больные выздоравливали, разведчики во главе с сержантом Ортегой пошли вперед, чтобы найти наилучший путь.
На пятый день францисканский миссионер Хуан Креспи, путешествовавший с экспедицией, отметил в своем дневнике: Сегодня днем исследователи вернулись. Сержант доложил, что он прошел вперед двенадцать лиг, не получив никакой информации о гавани, которую мы ищем, и что он направился к подножию высокого белого горного хребта.
Во время марша 10 октября исследователи впервые увидели дерево Секвойя. Бронзовая мемориальная доска на озере Пинто (ныне городской парк) увековечивает это событие. 15 октября экспедиция продолжила путь на северо-запад мимо сегодняшнего сообщества Свободы, разбив лагерь в ту ночь в лагуне Корралитос.
Этот район стал частью испанской колониальной провинции Лас-Калифорниас, а в 1804 году северная часть была отделена, образовав Верхнюю Калифорнию. Пастбищные угодья этого района были переданы испанской миссии на юге, в Кармеле.
Когда Мексика получила независимость, она завладела Верхней Калифорнией. Испанские миссии были секуляризованы в 1830-х годах, и будущий район Уотсонвилля стал ранчо Больса-дель-Паджаро, предоставленным Себастьяну Родригесу в 1837 году. В соответствии с более либеральными законами Мексики о землевладении увеличилась иммиграция в этот район из Европы и Соединенных Штатов.
Ранчо Сан-Андрес было пожаловано в 1833 году губернатором Хосе Фигероа Хосе Хоакину Кастро, который прибыл в Калифорнию в рамках экспедиции Анза 1776 года и позже стал патриархом местной известной семьи Калифорнио. Его сын, Хуан Хосе Кастро, построил саманный дом Кастро, единственную в то время двухэтажную гасиенду в этом районе. Сегодня саман принадлежит Калифорнийским государственным паркам и проходит реставрацию, чтобы служить государственным историческим парком Ранчо Сан-Андрес-Кастро Саман.
После американского завоевания Калифорнии и ратификации договора Гваделупе-Идальго в 1848 году в регион начали прибывать большие волны мигрантов, в основном американцев с Восточного побережья, а также европейцев.
Джон Х. Уотсон и Д.С. Грегори заложили город в 1852 году. Община была зарегистрирована как город Уотсонвилл примерно 30 марта 1868 года и названа в честь судьи Уотсона. Город стал называться Уотсонвиллом примерно в 1889 году. Избиратели приняли хартию в 1903 году.
Железнодорожная и навигационная компания Уотсонвилля управляла междугородной железной дорогой до Порт-Уотсонвилля в заливе Монтерей, где с 1904 по 1913 год она соединялась с ночным продуктовым пакетботом в Сан-Франциско.
В 1930-х годах в Уотсонвилле начались беспорядки с расовым насилием против филиппинских сельскохозяйственных рабочих, совершенных белыми американцами.
Нынешняя городская хартия Уотонсвилля была принята 16 февраля 1960 года.
В 1985 году работники консервного завода в Уотсонвилле объявили 18-месячную забастовку в знак протеста против снижения их заработной платы и пособий. В конце концов, они выиграли новый контракт. Движение возглавляли в основном латиноамериканские женщины, и оно было отмечено как историческая победа сообщества мексиканцев/чикано за трудовые права.

## Галерея

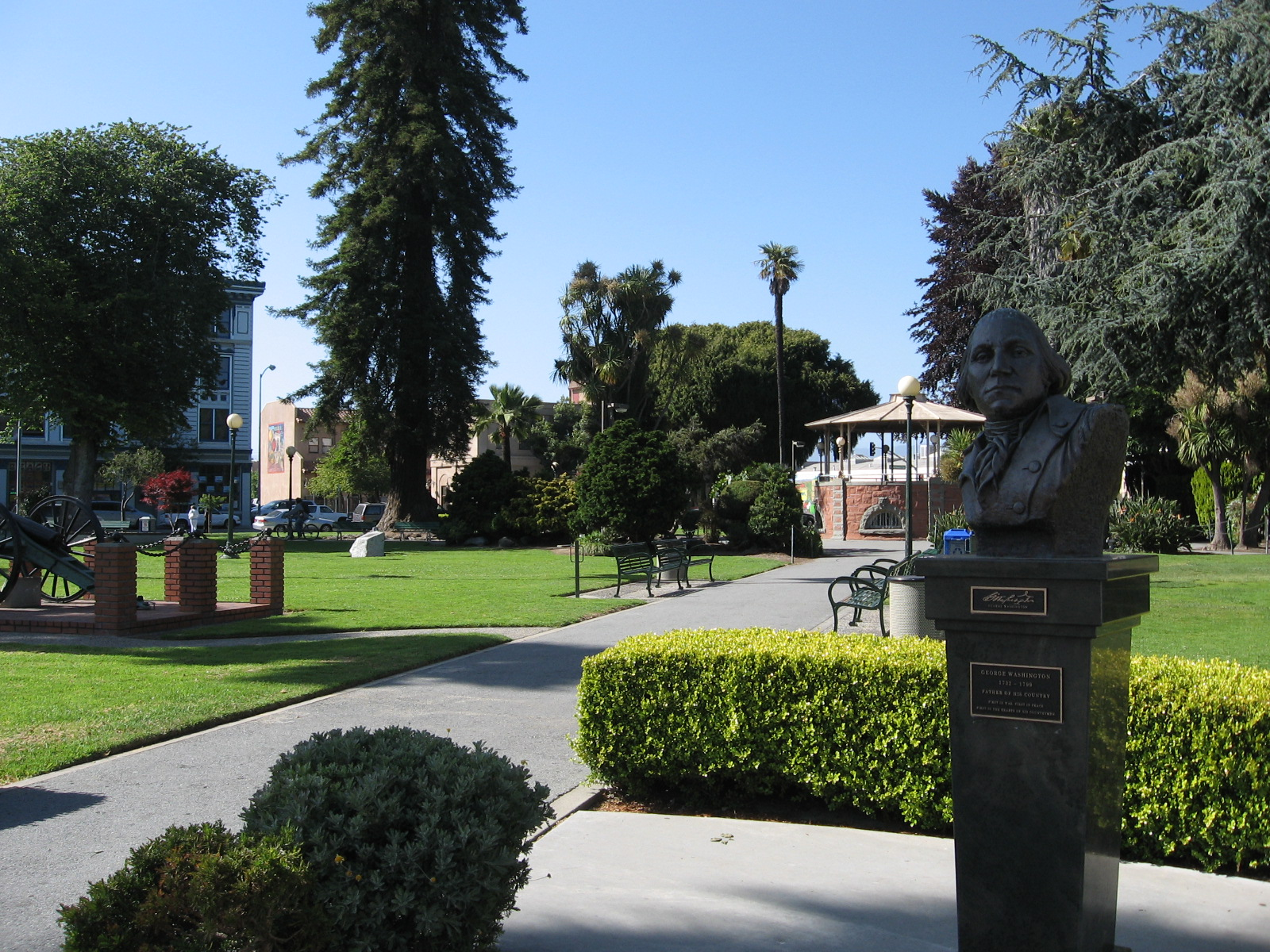
Уотсонвилл-Плаза, расположенная в центре города, была заложена в 1850-х годах
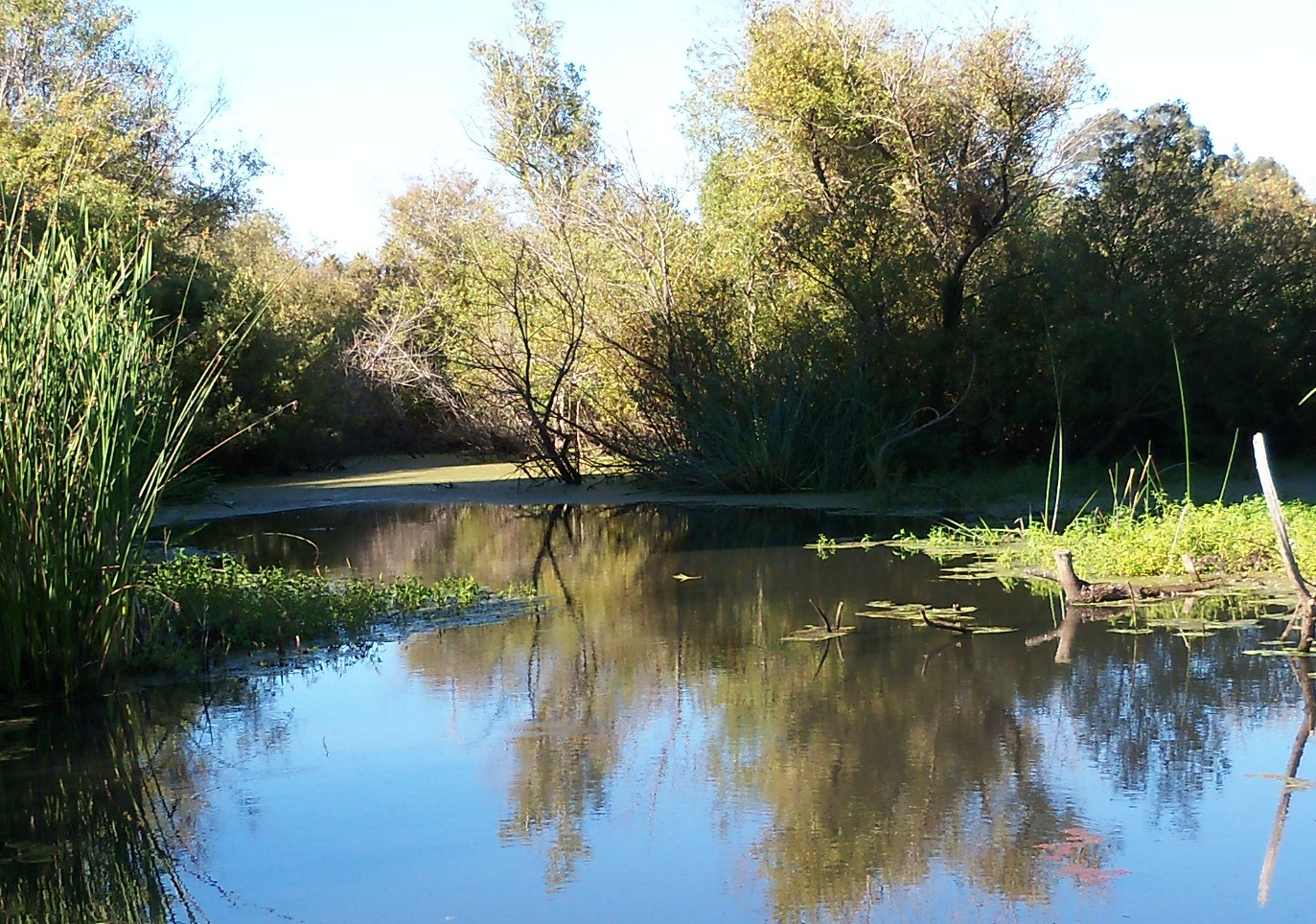
Угодья Уотсонвилля
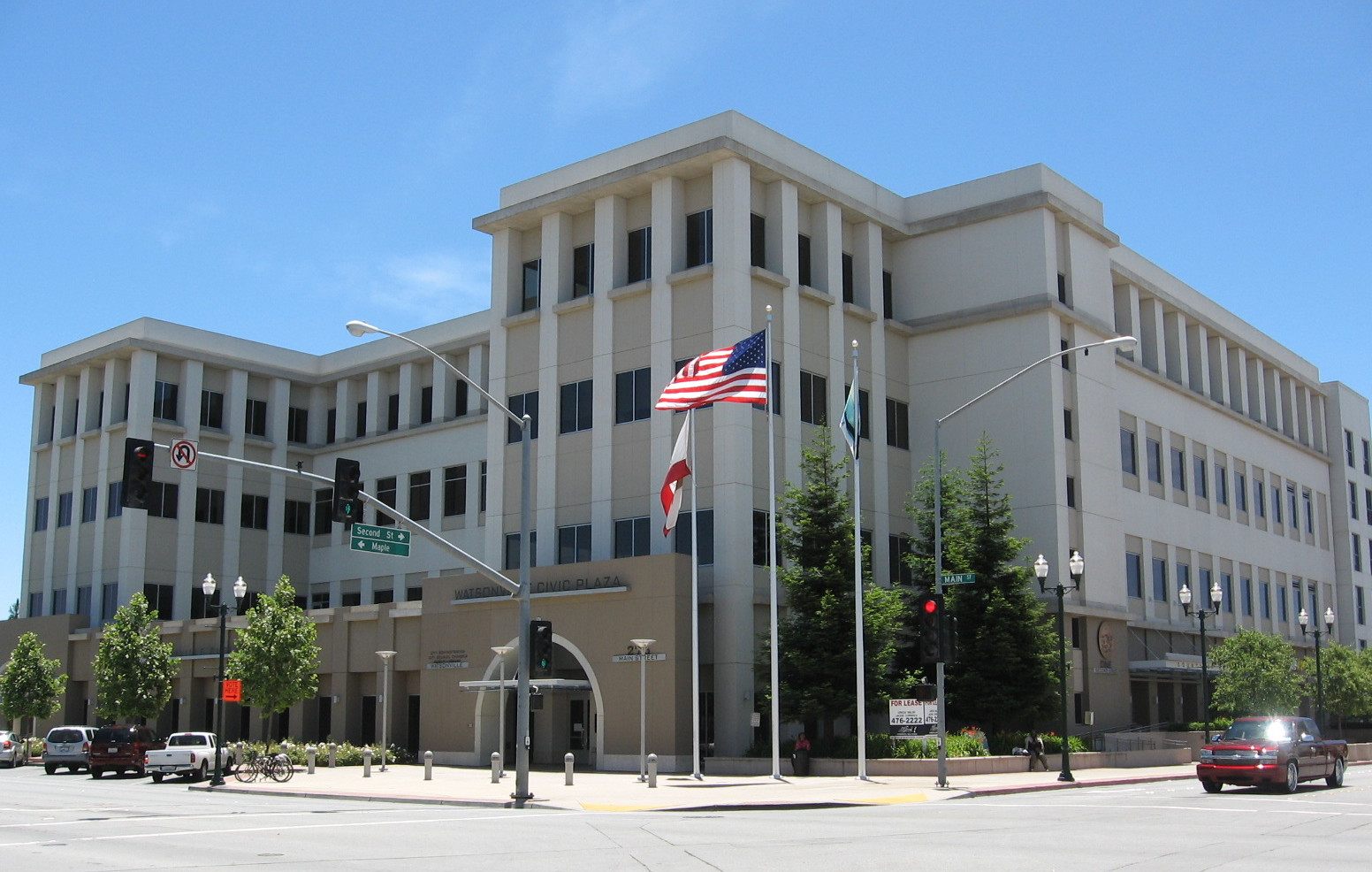
Ратуша Уотсонвилля
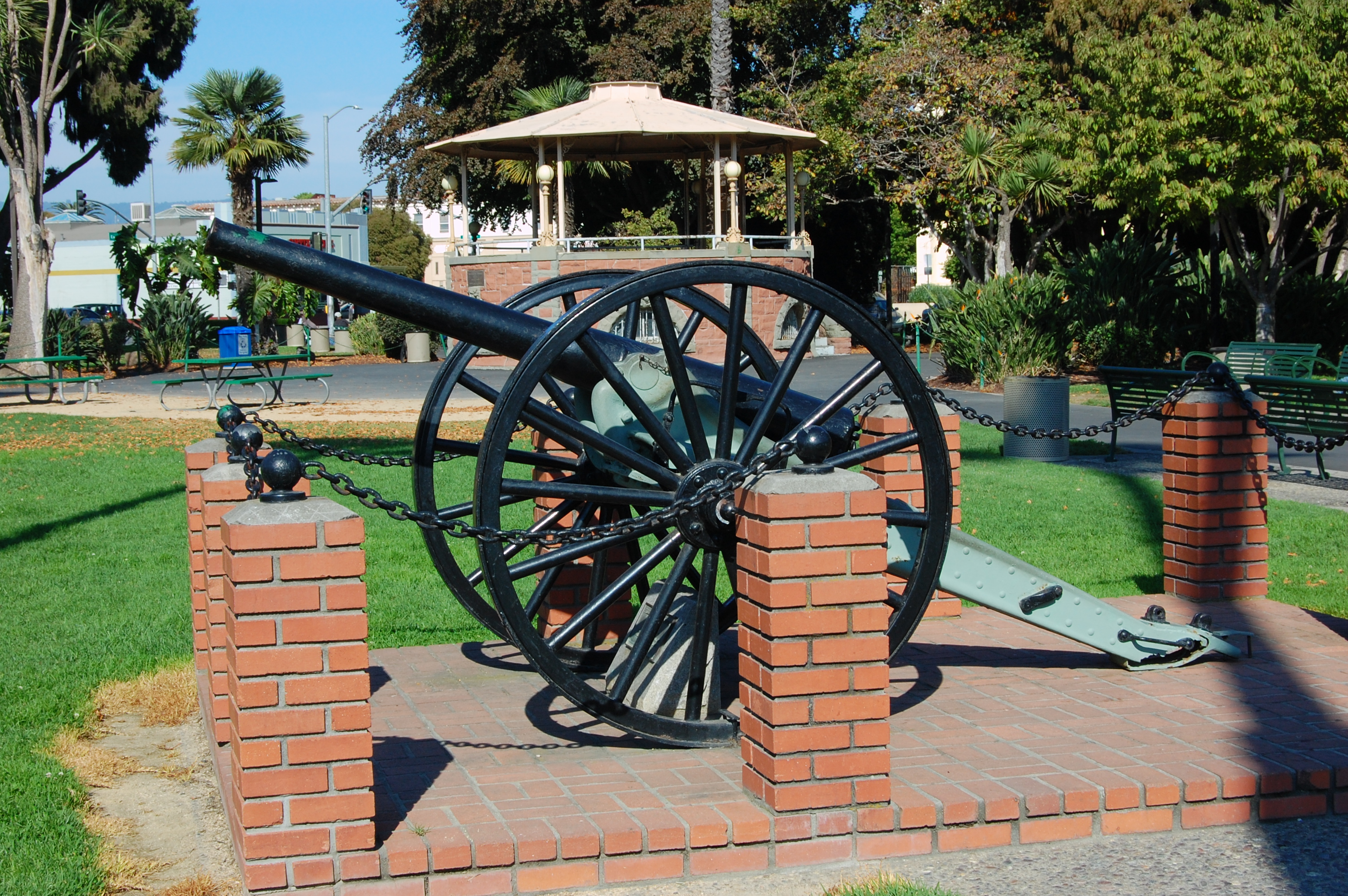
Пушка на Уотсонвилл-плаза была выпущена в 1850 году в честь принятия Калифорнии в качестве штата
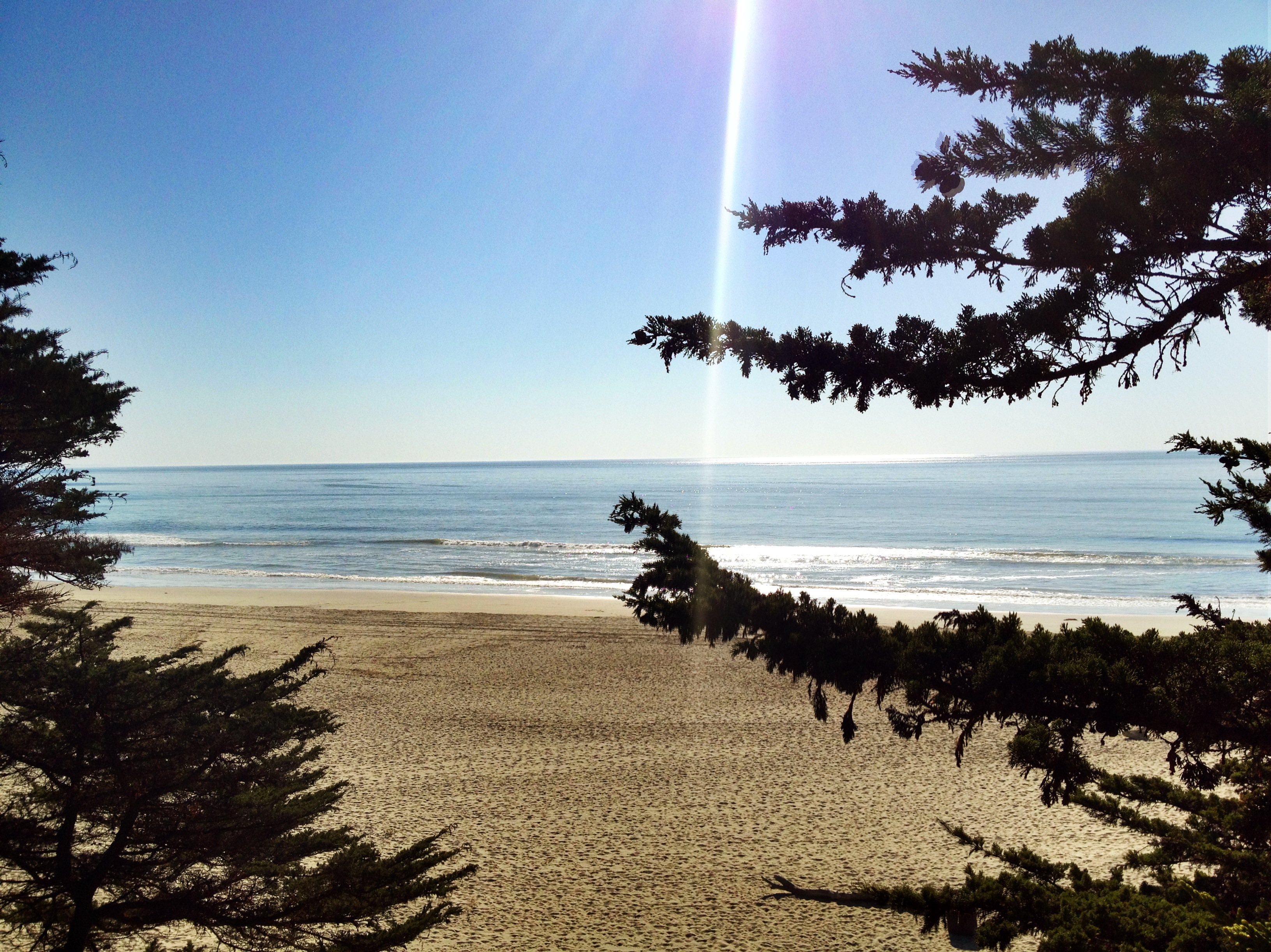
Закат на пляже в Уотсонвилле